# النجاد (السياني)

تعديل مصدري - تعديل

النجاد هي إحدى قرى عزلة هدفان بمديرية السياني التابعة لمحافظة إب، بلغ تعداد سكانها 1573 نسمة حسب تعداد اليمن لعام 2004.